# Casa în care a locuit poetul-preot Alexei Mateevici
Casa în care a locuit poetul-preot Alexei Mateevici⁠ este un monument istoric și de arhitectură de însemnătate națională din orașul Chișinău.

## Istorie
Clădirea a fost construită la sfârșitul secolului al XIX-lea. La începutul secolului al XX-lea era locuită de moștenitori ai preotului Sinevici. În 1940 se afla în proprietatea Iuliei Știuca.
În 1915-1917 aici a locuit poetul Alexei Mateevici, autorul versurilor imnului de stat Limba noastră.
Placa comemorativă a lui Alexei Mateevici este un monument de for public și, până în 2018, era indicată expres ca parte a monumentului ocrotit de stat. A fost instalată în 1990.

## Arhitectură
La adresa str. Mateevici, 33 sunt înregistrate trei clădiri: două amplasate la linia străzii și cea de-a treia în adâncul curții. Cele două case din față formează un complex despărțit, simetric, printr-un pasaj carosabil de acces în curte cu poartă; casa în care a trăit Mateevici este cea din stânga porții. Ambele locuințe au planuri identice, unghiulare, cu o aripă alungită în adâncul cartierului. Ambele au câte trei axe expuse spre stradă, toate de ferestre. Intrările sunt în curte. Fațadele au paramentul din zidărie aparentă, cu detaliile cioplite în stil modern. Partea centrală este dominată de un atic cu formă complexă la casa din dreapta; la casa lui Mateevici acest atic nu s-a păstrat.